# Marius Masse
Pour les articles homonymes, voir Masse (homonymie).
Marius Masse, né le 15 avril 1941 à Marseille (Bouches-du-Rhône), est un homme politique français, membre du Parti socialiste.

## Détail des fonctions et des mandats
Mandats parlementaires
- 21 juin 1981 - 1er avril 1986 : Député de la 8e circonscription des Bouches-du-Rhône
- 12 juin 1988 - 1er avril 1993 : Député de la 8e circonscription des Bouches-du-Rhône
- 28 mars 1993 - 21 avril 1997 : Député de la 8e circonscription des Bouches-du-Rhône
- 1er juin 1997 - 18 juin 2002 : Député de la 8e circonscription des Bouches-du-Rhône